# Berkenhoeve
De Berkenhoeve is een monumentale boerderij aan de Kavelingen 33 in het Drentse dorp Valthermond

## Beschrijving
De Berkenhoeve werd in 1932 gebouwd in het huwelijksjaar van de opdrachtgever de grootgrondbezitter Elzo Jacob Tonckens die op 20 oktober 1932 met Roelfina Johanna Hadders, dochter van een landbouwer uit de Kavelingen in Valthermond. De villaboerderij werd ontworpen door de Larense architect Wouter Hamdorff. Hij ontwierp de boerderij in een traditionalistische stijl. Het gebruik van overhoekse geplaatste uitbouwen doen denken aan de expressionistische bouwstijl van de Amsterdamse School. De entree bevindt zich aan de westzijde in een overhoeks geplaatst tussengedeelte van het complex onder een overhangend gedeelte van het dak. De entree is bereikbaar vanaf een toegangsweg aan de linkerzijde die naar een zestredige trap voor de toegangsdeur leidt. Naast de entree bevinden zich drie vensters, oplopend in hoogte, met glas in loodramen. De forse schoorstenen zijn opvallende elementen in het ontwerp. Niet zichtbaar vanaf de straatzijde zijn het terras onder een schilddak en een bordes in de oksel van de uitbouw.
De Berkenhoeve is erkend als rijksmonument vanwege "het algemeen cultuur-, architectuurhistorisch en stedebouwkundig belang". Het ontwerp is een voorbeeld uit het oeuvre van de architect Hamdorff en is een weinig voorkomend voorbeeld van een villa gekoppeld aan een boerderij in een traditionalistische bouwstijl ontworpen. Ook de gaafheid en de combinatie met de gelijktijdig aangelegde tuin speelden een rol bij de aanwijzing tot rijksmonument.